# Sint-Theresiakapel (Sint Joost)

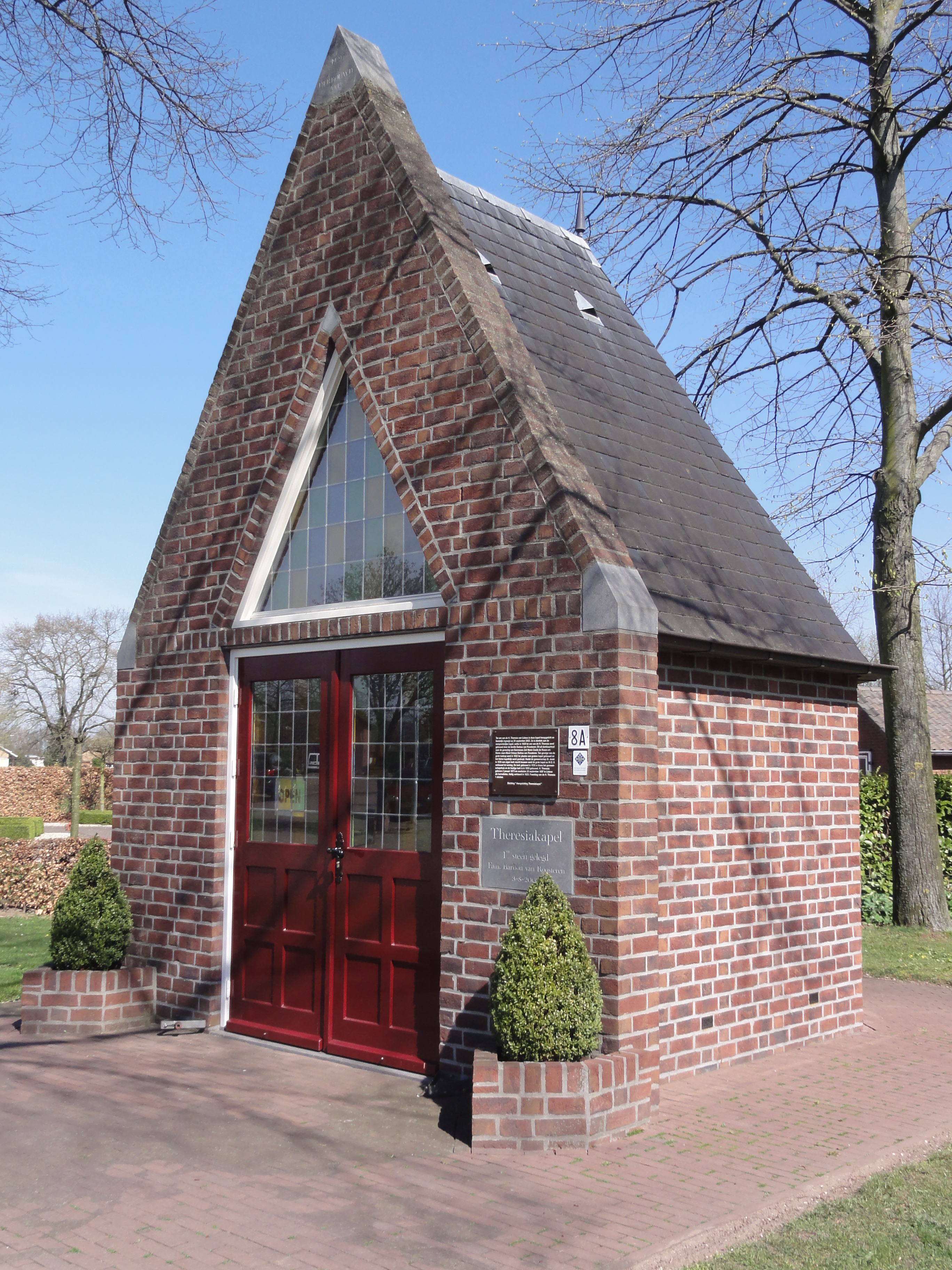
Sint-Theresiakapel

De Sint-Theresiakapel is een betreedbare kapel in Sint Joost in de Nederlandse gemeente Echt-Susteren in de provincie Limburg. De kapel staat aan Bosweg 8A op de hoek met de Caulitenstraat.
De kapel is gewijd aan de heilige Theresia van Lisieux.

## Geschiedenis
De eerste kapel werd in 1929 gebouwd door de adellijke familie Barbou van Roosteren, uit dankbaarheid voor genezing. In 1932 werd een grotere kapel gebouwd, feitelijk de voorganger van de kerk. In 1935 werd een kerk gebouwd die de functie van de kapel overnam. De kapel werd verbouwd tot woonhuis.
In 2002 werd een nieuwe Sint-Theresiakapel gebouwd. De eerste steen werd opnieuw gelegd door de familie Barbou van Roosteren. Het is een replica van de kapel van 1929. De bakstenen kapel heeft een spits zadeldak en een driezijdig gesloten koor. De kapel heeft twee glas-in-loodramen die respectievelijk Sint-Judocus en Sint-Joris voorstellen.

## Bouwwerk
De bakstenen kapel heeft een driezijdige koorsluiting en wordt gedekt door een zadeldak met leien. In de schuine gevels van de koorsluiting bevindt zich elk een rondboogvenster met glas-in-lood. De frontgevel is een puntgevel met daarin de rechthoekige toegang met dubbele houten deur met vensters. Erboven bevindt zich een groot driehoekig venster met glas-in-lood.
Van binnen is de kapel uitgevoerd in gele bakstenen. Aan de achterwand is een houten altaarblad bevestigd. Boven het altaar is een console bevestigd waarop het Theresiabeeld staat.

## Zie ook

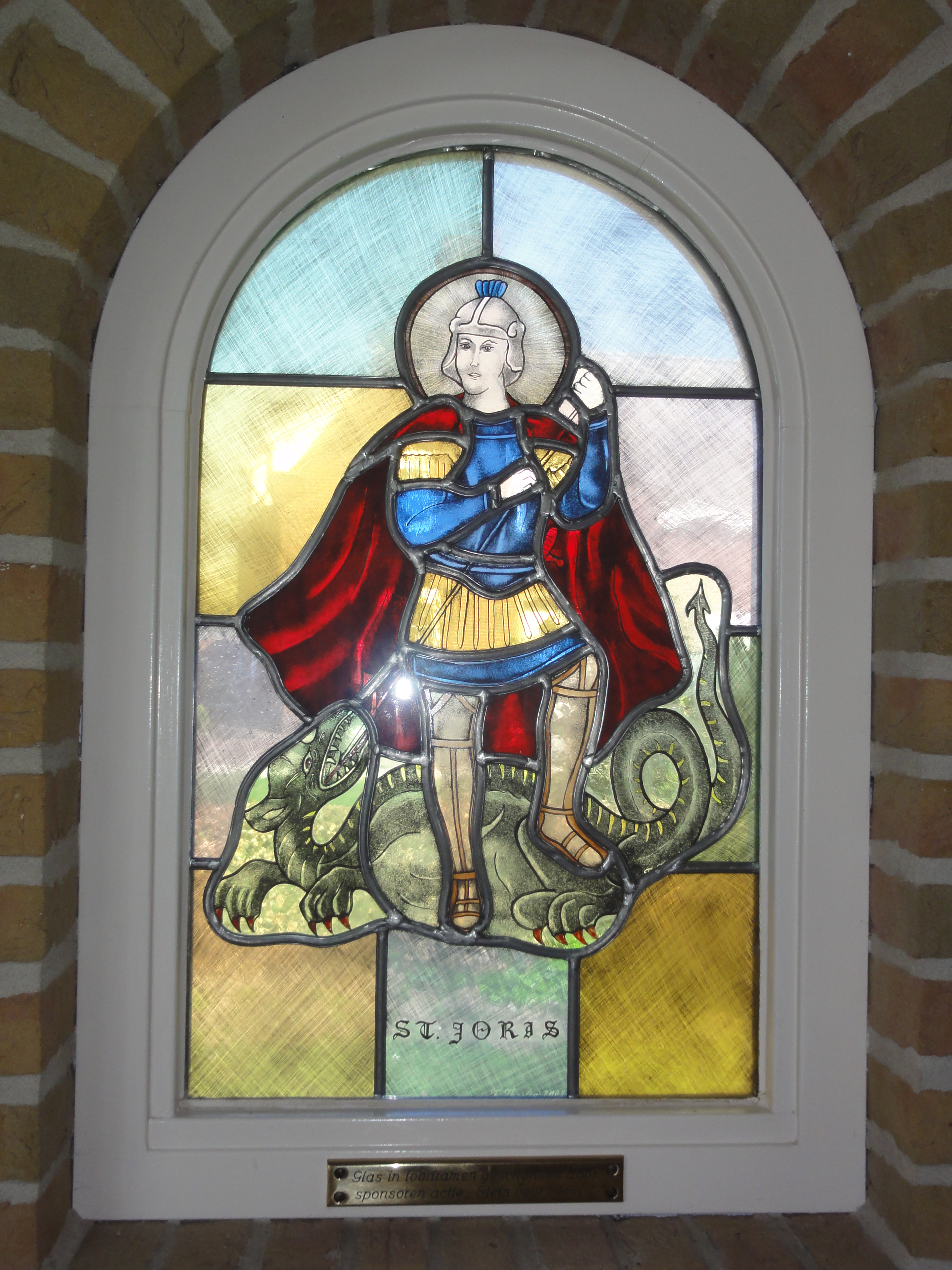
Sint-Joris
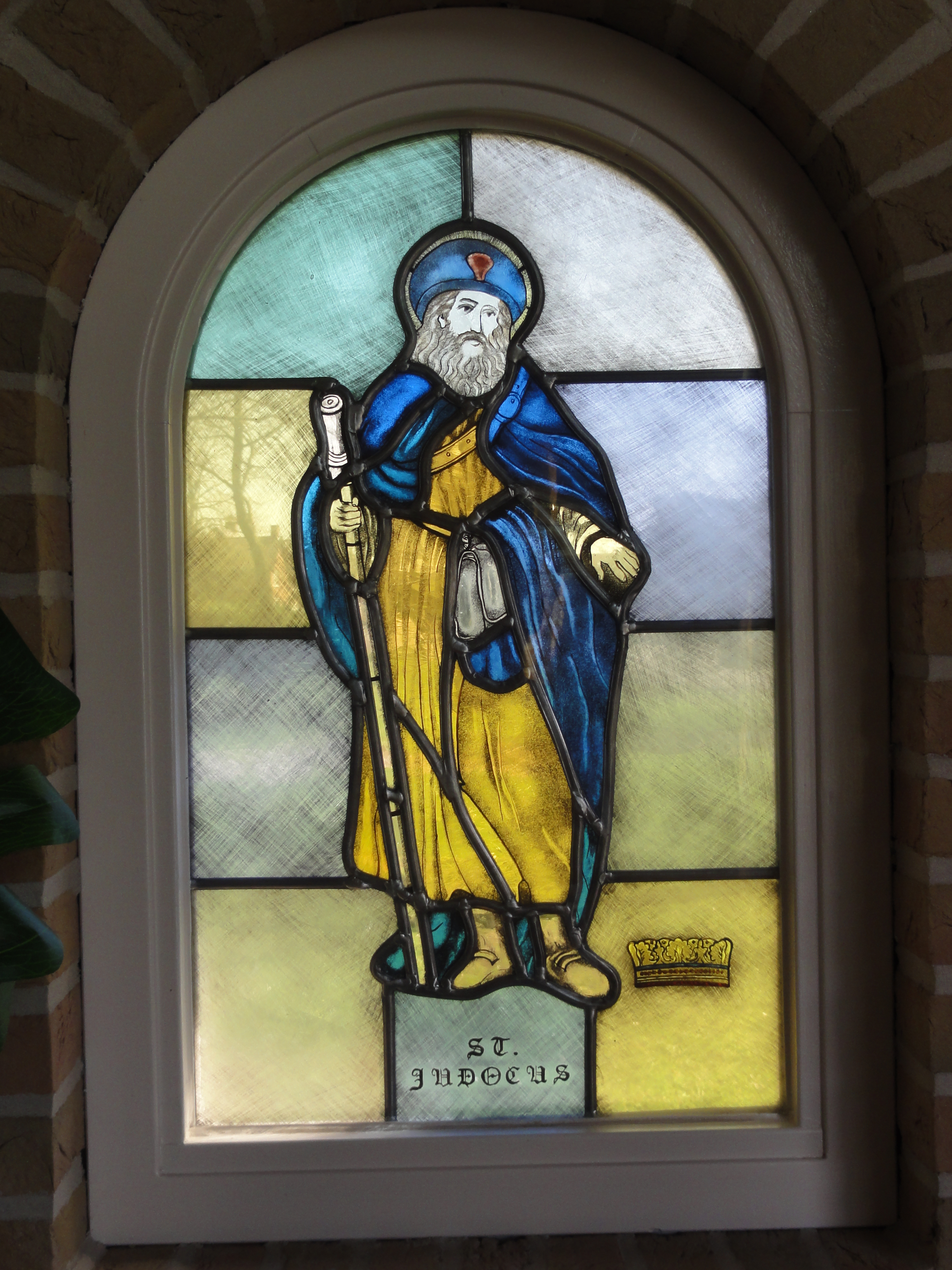
Sint-Judocus